# 1822

## Esdeveniments
- El 27 de gener es creà, durant el Trienni Liberal, la província de Xàtiva.
- Creació a Barcelona de la Societat Econòmica Barcelonesa d'Amics del País (SEBAP) després de la publicació de la Reial Cèdula de Carles III l'any 1775.
- El 27 de desembre neix Louis Pasteur a Villeneuve-l'Étang, França. Químic i microbióleg.
- El 3 de juliol Charles Babbage, matemàtic britànic, va presentar la màquina diferencial a la Royal Astronomical Society de Londres.
- 7 de setembre: El Brasil declara la seva independència respecte a Portugal.
- Es celebren Eleccions generals a Espanya en virtut del mandat constitucional que establia la renovació bianual automàtica.
- El 7 juliol, durant el Trienni Lliberal, s'intenta un colp d'estat, que va resultar frustrat protagonitzat pels granaders de la Guàrdia Reial.
- Congrés de Verona, o congrés de la Santa Aliança (20 d'octubre al 14 de desembre) va ser la continuació dels acords del Congrés de Viena posteriors a la finalització de les guerres napoleòniques.
- 15 d'agost: Data en què la Regència d'Urgell fou instituïda oficialment, a partir d'una Junta Superior Provisional de Catalunya, i era formada per l'arquebisbe preconitzat de Tarragona, Jaume Creus i Martí, per Bernardo Mozo de Rosales, marquès de Mataflorida, i per Joaquim d'Ibáñez-Cuevas i de Valonga, baró d'Eroles.
- 11 de novembre, la Seu d'Urgell: El general Francisco Espoz e Ilundain (conegut amb el nom d'Espoz y Mina), nomenat capità general de Catalunya, emprengué una campanya ràpida, durant la qual va destruir Castellfollit de Riubregós ocupant la Seu d'Urgell enderrocant la Regència d'Urgell, regència que passà a Llívia.

## Naixements
Països catalans
- Josep Cabrinetty i Cladera a Palma, Mallorca. Militar de l'exèrcit espanyol que destacà en la lluita contra ll'exèrcit carlí durant el segle xix. Alliberà Puigcerdà del setge dels carlins l'any 1873.
- Vilassar de Dalt: Benet de Llança i d'Esquivel, escriptor i aristòcrata català.
- La Seu d'Urgell: Guillem d'Areny-Plandolit, noble urgellenc, baró de Senaller i Gramenet, polític i industrial del ferro a Andorra. Va encapçalar la Nova Reforma andorrana de reforma de les institucions andorranes, sent Síndic General.

Resta del món
- 16 de març, Bordeus, França: Rosa Bonheur, artista francesa, animalière (pintora d'animals) i escultora (m. 1899).[1]
- 2 d'abril, Palerm: Giuseppina Turrisi Colonna, poetessa civil i revolucionària siciliana i gran erudita (m. 1847).[2]
- 24 d'abril, Eslovàquia: Janko Kráľ poeta romàntic eslovac de la generació de Ľudovít Štúr (m. 1876).[3]
- 26 d'abril, Viena, Imperi Austríac: Maria Carolina de Borbó-Dues Sicílies, princesa d'Orleans.
- 27 d'abril, Point Pleasant, Ohio, EUA: Ulysses Simpson Grant, militar, 18è president dels EUA (m. 1885).[4]
- 19 de març, Kuopio: Ferdinand von Wright, pintor
- 20 de maig, París, França: Frédéric Passy, economista i polític, que promogué el pacifisme, Premi Nobel de la Pau el 1901 (m. 1912).[5]
- 20 de juliol, Heinzendorf, Imperi Austríac: Gregor Mendel, botànic austríac pare de la genètica materialista (m. 1884).[4]
- 31 de juliol, Breslau, Prússia: Ferdinand von Strantz, cantant alemany.
- 4 d'octubre, Delaware (Ohio), EUA: Rutherford Birchard Hayes, advocat, militar i 19è President dels EUA (m. 1893).[6]
- 5 de desembre, Boston, Massachusetts (EUA): Elizabeth Cabot Agassiz, educadora i naturalista nord-americana.[7]
- 10 de desembre, Lieja, Regne Unit dels Països Baixos: César Franck, músic belga, naturalitzat francès (m. 1890).
- 27 de desembre, Dole (Jura), França: Louis Pasteur, químic francès (m. 1895).[8]

- Luis Augusto Rebelo da Silva, escriptor portuguès que va escriure diverses obres sobre la història de Portugal, crítica, assaig i teatre, especialment de caràcter històric.

## Necrològiques
Països Catalans
- 7 d'agost, València: Antoni Montesinos, mestre de capella i compositor (n. 1745).[9]
- 24 de desembre, Prats de Lluçanès: Francesc Mirambell i Giol, religiós, lexicògraf, historiador i acadèmic.

Resta del món
- 25 de juny, Königsberg: Ernst Theodor Amadeus Hoffmann, escriptor i compositor alemany (46 anys).
- 25 d'agost, Slough, Anglaterra: William Herschel, astrònom.
- 8 de setembre, París: Sophie de Grouchy, filòsofa, escriptora, salonière i traductora francesa del segle xviii (n. 1764).[10]
- 13 d'octubre, Venècia: Antonio Canova, escultor venecià. (n.1757).[11]
- 13 de desembre, Viena: Franz Xaver Gebauer compositor, professor, mestre de capella i director de cors.
- 27 de desembre, Ciutat de Guatemala, Guatemala: Juan José Gerardi Conedera, bisbe guatemalenc
- Konya: Mehmed Said Halet Efendi, polític otomà enemic de l'occidentalització i oposat a la supressió dels geníssers